# Pepita Samper
Pepita Samper Bono fue una modelo española, la primera Miss España en 1929.
El primer certamen se realizó el 25 de enero de 1929 en la sede del diario ABC en Madrid, participando en el evento veintiséis candidatas. En aquel tiempo el título se llamaba «Señorita España»

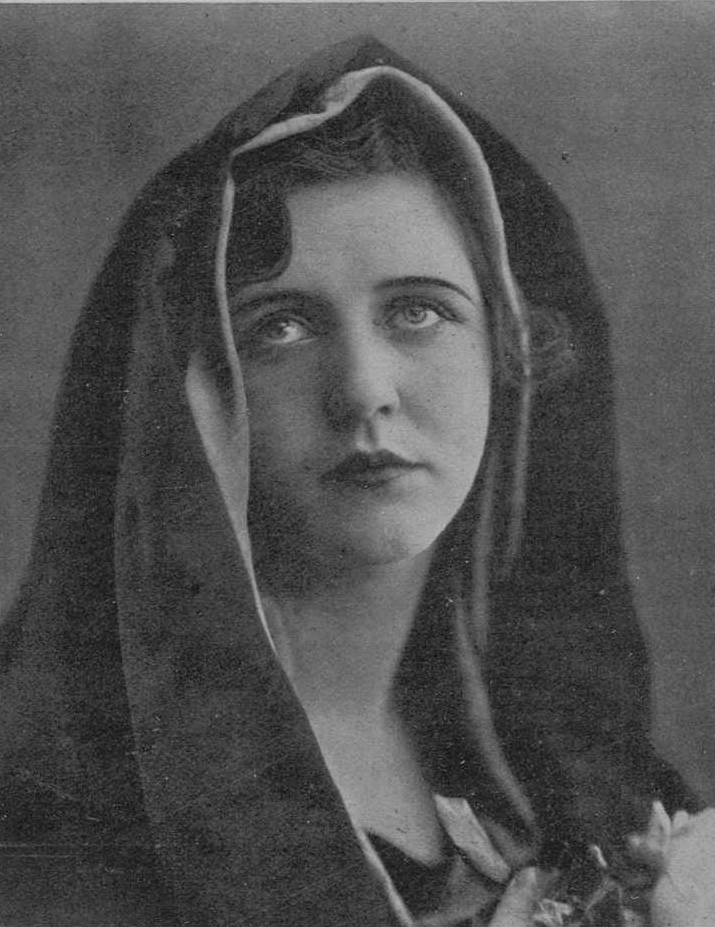
Pepita Samper fotografiada por Walken (La Esfera, 1929)

El jurado fue presidido por Torcuato Luca de Tena, pues el diario ABC fue el organizador del evento. Entre los miembros del jurado estuvieron el pintor Manuel Benedito y el escultor Mariano Benlliure.
Tras ser elegida Pepita fue invitada por el ayuntamiento de su ciudad natal para presidir las Fallas de Valencia. Más tarde participó en el «Certamen Internacional de Bellezas de París», conocido también como «Gran Concurso Internacional de Belleza». La víspera de la final fallecía en Madrid la reina María Cristina y Pepita, en señal de luto, se retiró del concurso. Como muestra de agradecimiento el rey Alfonso XIII le escribió una carta a su regreso.
Pepita Samper nunca fue Fallera Mayor de Valencia, aunque se considera su predecesora, ya que actuaba como embajadora de la ciudad al haber lucido el traje típico de Valencia durante los certámenes de belleza en los que participó.